# Otto Hiltbrunner
Otto Hiltbrunner (* 29. Dezember 1913 in Burgdorf; † 19. Januar 2017 in Lörrach) war ein Schweizer Klassischer Philologe (Latinist).

## Leben
Otto Hiltbrunner besuchte das Gymnasium in Burgdorf. Nach der Matura 1932 studierte er Klassische Philologie, von 1932 bis 1934 an der Universität Bern, 1934 an der Universität Königsberg, von 1935 bis 1938 erneut in Bern. Nach dem Staatsexamen in den Fächern Latein, Griechisch und Deutsch vertiefte er seine Studien von 1938 bis 1939 an der Universität Göttingen bei Karl Deichgräber, bei dem er 1943 mit der Dissertation Wiederholungs- und Motivtechnik bei Aischylos promoviert wurde. Seit 1940 arbeitete er als Wissenschaftlicher Mitarbeiter am Thesaurus Linguae Latinae. 1948 wurde er zum Redaktor ernannt. Seine Habilitation erfolgte 1958 an der Universität Bern mit der Arbeit Latina Graeca.
1960, nach dem Ende seiner Zeit am Thesaurus, war Hiltbrunner für kurze Zeit (1961/1962) als Wissenschaftlicher Assistent an der Universität München angestellt, wohin er sich 1962 umhabilitierte. Noch im selben Jahr folgte er einem Ruf an die Universität Münster auf einen neu geschaffenen Lehrstuhl für Latinistik, den er bis zu seiner Emeritierung 1979 innehatte.
Hiltbrunner beschäftigte sich mit der Kultur und Literatur der römischen Welt von der Kaiserzeit bis zum Frühmittelalter. Neben zahlreichen Aufsätzen und Lexikonbeiträgen veröffentlichte er 1946 das Kleine Lexikon der Antike, das 1950, 1961, 1964, 1974 und 1995 neu aufgelegt wurde. Noch im Alter von 91 Jahren veröffentlichte er 2005 die Monografie Gastfreundschaft in der Antike und im frühen Christentum.

## Mitgliedschaften
Seit 1943 war er Mitglied im Schweizer Verein e. V. in München. Der Verein veröffentlichte 1998 eine Vereinschronik, in der ein Artikel von Hiltbrunner über Schweizer Künstler und Gelehrte im München der Königszeit enthalten ist.

## Veröffentlichungen (Auswahl)
- Wiederholungs- und Motivtechnik bei Aischylos. Göttingen 1943, DNB 570365007 (Dissertation Universität Göttingen, Philosophische Fakultät, 1943, 104 Seiten).
- Kleines Lexikon der Antike umfassend die griechisch-römische Welt von ihren Anfängen bis zum Beginn des Mittelalters (6. Jahrhundert n. Chr.). Francke, Bern 1946; 6. Auflage 1995, ISBN 3-7720-1036-9.
- Latina Graeca. Semasiologische Studien über lateinische Wörter im Hinblick auf ihr Verhältnis zu griechischen Vorbildern. Francke, Bern 1958, DNB 57380558X (Habilitationsschrift Universität Bern, Philosophisch-historische Fakultät 1958, 207 Seiten).
- Die ältesten Krankenhäuser. In: Hippokrates. Band 39, 1968, S. 501–506.
- Der Schweizer Verein München. Rede zum 125. Gründungstag. München 1974, DNB 810478609
- Schweizer Künstler und Gelehrte im München der Königszeit. In: 170 Jahre Schweizer Verein München e. V. München 1998, S. 47–74.
- Gastfreundschaft in der Antike und im frühen Christentum. Wissenschaftliche Buchgesellschaft, Darmstadt 2005, ISBN 3-534-18383-5.